# Johnson Creek
Johnson Creek – wieś w Stanach Zjednoczonych, w stanie Wisconsin, w hrabstwie Jefferson.